# Vier Meister vom Beishan
Vier Meister vom Beishan (chinesisch 北山四先生, Pinyin Běishān sì xiānsheng) ist ein Sammelbegriff für die vier chinesischen Philosophen He Ji 何基 (1188–1269) und seine drei Anhänger Wang Bo 王柏 (1197–1274), Jin Lüxiang 金履祥 (1232–1303) und Xu Qian 许谦 (1269 oder 1270–1337) aus der Zeit der späten Song- und Yuan-Dynastie. Sie werden so bezeichnet, weil alle von ihnen aus Jinhua in der Provinz Zhejiang stammten, und He Ji, der im Bei Shan ('Nordgebirge') von Jinhua lebte,  von den Gelehrten oft als Meister Beishan bezeichnet wurde. In ihrer neokonfuzianischen Philosophie folgten sie der Lehre und dem Prinzip von Zhu Xi.